# Ryan (Oklahoma)
Ryan je město v okrese Jefferson County ve státě Oklahoma ve Spojených státech amerických. V roce 2020 zde žilo 667 obyvatel a s celkovou rozlohou 2,4 km² byla hustota zalidnění 273,3 obyvatel na km². Narodil se zde herec a mistr bojových umění Chuck Norris.

## Geografie
Nachází se 3,2 km severně od řeky Red, 18 km jižně od okresního města Waurika a 185 km jihozápadně od Oklahoma City. Podle United States Census Bureau má Ryan celkem rozlohu 2,4 km².

## Historie
Bylo pojmenováno po farmáři Stephenu W. Ryanovi, který se poblíž města usadil v roce 1875, tehdy na území indiánského kmene. Kolem roku 1877 zde postavil první obytnou budovu. Skutečný rozvoj město zažilo v roce 1892 po výstavbě železniční trati, která vedla od jihu na sever USA. V roce 1895 osadu zasáhl velký požár, který ji málem celou zničil. Od roku 1906 do roku 1912 byl Ryan krátkodobě okresním městem Jefferson County. Po referendu byl status okresního města přesunut do dnešního okresního města Waurika. Mezi lety 1920 až 1979 se počet obyvatel zvyšoval. Poté se počet obyvatel začal pomalu snižovat, v roce 2000 klesl pod 900 obyvatel.

## Demografie

### Sčítání 2020
Podle sčítání lidu v roce 2020 zde žilo 667 obyvatel.

#### Rasové složení
- 79,2 % bílí Američané
- 0,1 % Afroameričané
- 4,5 % Indiáni
- 0,0 % asijští Američané
- 0,0 % pacifičtí ostrované
- 7 % jiná rasa
- 9,2 % dvě nebo více ras

Obyvatelé hispánského nebo latinskoamerického původu, bez ohledu na rasu, tvořili 20,5 % populace.

### Sčítání 2010
Podle sčítání lidu v roce 2010 zde žilo 816 obyvatel.

#### Rasové složení
- 85,3 % bílí Američané
- 0,7 % Afroameričané
- 3 % Indiáni
- 0,1 % asijští Američané
- 0,0 % pacifičtí ostrované
- 6,4 % jiná rasa
- 4,5 % dvě nebo více ras[7]

### Sčítání 2000
Podle sčítaní lidu v roce 2000 zde žilo 894 obyvatel. Mělo 358 domácností a 233 rodin. Hustota zalidnění byla 381,3 obyvatel na km². Obyvatelstvo tvořili převážně bílí Američané.

#### Rasové složení
- 87,47 % bílí Američané
- 0,67 % Afroameričané
- 3,24 % Indiáni
- 0,22 % asijští Američané
- 0,0 % pacifičtí ostrované
- 6,82 % jiná rasa
- 1,57 % dvě nebo více ras

Obyvatelé hispánského nebo latinskoamerického původu, bez ohledu na rasu, tvořili 12,3 % populace.

#### Struktura obyvatelstva podle věku
| Věk | <18  | 19–24 | 25–44 | 45–64 | >65  |
| --- | ---- | ----- | ----- | ----- | ---- |
| %   | 24,7 | 6,9   | 24    | 21,4  | 22,9 |

## Osobnosti města
- Chuck Norris (* 1940), herec a mistr bojových umění